# Ephyra Lake
Ephyra Lake är en sjö i Antarktis. Den ligger i Östantarktis. Australien gör anspråk på området. Ephyra Lake ligger 28 meter över havet. Arean är 0,11 kvadratkilometer. Den ligger vid sjöarna  Tassie Lake och Club Lake. Den sträcker sig 0,8 kilometer i nord-sydlig riktning, och 0,6 kilometer i öst-västlig riktning.
I övrigt finns följande vid Ephyra Lake:
- Medusa Lake (en sjö)